# Amselia
Amselia is een geslacht van vlinders van de familie grasmotten (Crambidae).

## Soorten
- A. heringi (Amsel, 1935)
- A. leucozonellus (Hampson, 1896)